# 진홍수
진홍수(중국어: 陳洪綬, 한어 병음: Chén Hóngshòu, 웨이드-자일스: Ch'en Hung-shou 천훙슈[*], 1598년 ~ 1652년)는 중국 명나라 말의 화가이다. 자는 장후(章侯), 호는 노련(老蓮), 지운(遅雲), 불지(弗遅), 회지(悔遅)이다. 당대에 유명하여 최자충(崔子忠)과 함께 남진북최(南陳北崔)로 불렸다.

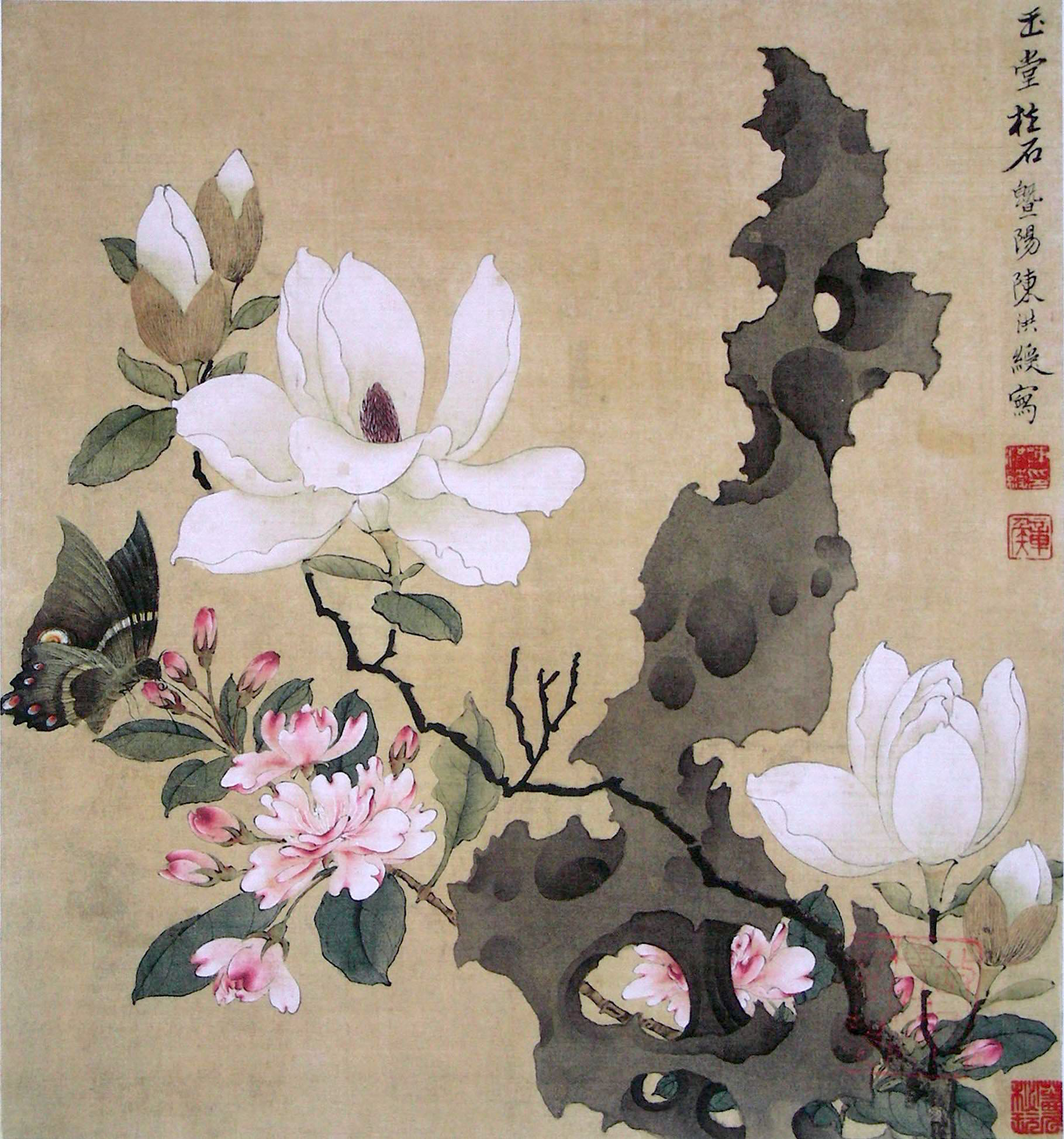
《옥당주석도(玉堂柱石圖)》, 베이징 고궁박물원 소장